# David Nkoto Emane
David Nkoto Emane (03 juin 1957 - 17 septembre 2022) est un haut fonctionnaire camerounais. Il dirige la Camtel de 2005 à 2018.

## Biographie
Il commence sa carrière à France Télécom avant de rejoindre INTELCAM comme de  chef service Informatique. A la création de Camtel, il en devient le Chef de la Division Informatique.
David Nkoto Emane est directeur général de la Camtel du 23 février 2005 au 14 décembre 2018 et lance notamment l'entreprise dans l'offre mobile tout en s'attachant à développer la connexion réseau du Cameroun. Il est limogé en décembre 2018 et accusé de détournement de fonds publics.
Accusé de malversations financières en 2015, il est, dès 2017, interdit de sortie de territoire,,. En 2019, il est de nouveau entendu par les autorités judiciaires pour des irrégularités dans la passation de marchés publics.
Il meurt le 17 septembre 2022, peu après son retour au Cameroun,  des suites d'une maladie,.